# High School Generation
High School Generation is een stripreeks die begonnen is in 1994 met Christian Denayer als schrijver en tekenaar.

## Albums
Alle albums zijn geschreven en getekend door Christian Denayer en uitgegeven door Le Lombard.
| Nummer | Titel    |
| ------ | -------- |
| 1      | Dakota   |
| 2      | Mary-Lee |
| 3      | Phoenix  |
| 4      | Texas    |
| 5      | Black    |